# Christina Aguilera
Christina Maria Aguilera, även känd som bara Christina Aguilera eller Xtina, född 18 december 1980 på Staten Island i New York, är en amerikansk sångerska, låtskrivare och skådespelare. Hon har totalt sålt över 43 miljoner album och singlar. Christina Aguilera är kanske mest känd för sin starka röst. Aguilera har jämförts med artister som Whitney Houston, Mariah Carey och jazzsångerskan Etta James. I en lista gjord av amerikanska tidningen Rolling Stones är hon utnämnd som en av världens bästa sångerskor någonsin. 2012 vann hon "the voice of a generation award".

## Karriär
År 1995 reste Aguilera till Japan för att spela in låten "All I Wanna Do" med den japanska artisten Keizo Nakanishi. När hon återvände till USA uppmärksammades hon av artistmanagern Steve Kurtz som hjälpte henne att spela in sin första demo. Demon skickades till RCA Records där A&R-ansvarige Ron Fair fick höra henne sjunga för första gången och snart beslutade man att ge henne ett skivkontrakt. Innan debutplattan släpptes fick Aguilera sjunga in en sång till Disneyfilmen Mulan. I februari 2000 vann Aguilera sin första Grammy Award för Bästa nykomling, ett pris hon vann trots att hon tävlade mot Britney Spears, som slagit igenom långt innan Aguilera.
Första singeln blev 1999 "Genie in a Bottle" som toppade den amerikanska Billboard-singellistan. Singeln såldes i över en miljon exemplar. Den självbetitlade debutplattan släpptes sommaren 1999. I slutet av 1999 släpptes singeln "What A Girl Wants". År 2000 släppte hon sitt andra album, Mi Reflejo. Samma år i oktober kom julalbumet My Kind of Christmas.
År 2001 spelade hon, tillsammans med sångerskorna Pink, Lil' Kim och Mýa, in ledmotivet till filmen Moulin Rouge!. Sången "Lady Marmalade" blev ytterligare en stor framgång.
I slutet av 2002 släppte Aguilera sitt andra studioalbum Stripped. Debutsingeln "Dirrty" blev med sin  kontroversiella video mycket uppmärksammad.  Uppföljarsingeln "Beautiful"  och dess tillhörande video, regisserad av Jonas Åkerlund, blev uppmärksammad för sin musikaliska kvalitet samt sitt budskap.
2005 spelade Aguilera in en duett med jazzpianisten Herbie Hancock, en version av låten "A song for you". Duetten nominerades till en Grammy 2006.
2006 sjöng hon tillsammans med Andrea Bocelli på hans skiva Amore. Hon släppte även detta år sitt sjätte album som fick namnet Back to Basics. Albumet debuterade som #1 i USA samt i fjorton andra länder. Första singeln blev "Ain't No Other Man", som hon vann sin femte Grammy för 2007. Andra singeln från samma album blev Hurt, som blev en jättehit i Europa. Den tredje singeln blev Candyman, vilken blev hennes största hit i Australien och Nya Zeeland sedan Beautiful.
Aguilera gjorde sin filmdebut i musikalfilmen Burlesque 2010 och samma år fick hon en stjärna i "Hollywood Walk Of Fame". 
Christina Aguilera är världens 83:e bästsäljande artist någonsin.[källa behövs]

## Privatliv
Aguilera gifte sig i november 2005  med Jordan Bratman, en amerikansk musikproducent. De har tillsammans en son född 2008.. I september 2010 separerade paret. Hon har en dotter född 2014 med Matt Rutler.
Christina Aguilera bor idag[när?] i Beverly Hills, Kalifornien.
Hennes biologiska far är ursprungligen från Ecuador.

## Diskografi

### Album
- 1999 – Christina Aguilera
- 2000 – Mi Reflejo
- 2000 – My Kind of Christmas
- 2002 – Stripped
- 2006 – Back to Basics
- 2010 – Bionic
- 2012 – Lotus
- 2018 – Liberation
- 2022 – Aguilera